# Contea di Warren (Illinois)
La contea di Warren (in inglese Warren County) è una contea dello Stato dell'Illinois, negli Stati Uniti. La popolazione al censimento del 2000 era di 18 735 abitanti. Il capoluogo di contea è Monmouth.